# 哈尼科
19°24′0″N 70°48′0″W / 19.40000°N 70.80000°W
哈尼科（西班牙語：Jánico），是多明尼加共和國的城鎮，位於該國西北部，由聖地牙哥省負責管轄，始建於1881年3月29日，面積235.03平方公里，海拔高度372米，2010年人口16,993，人口密度每平方公里72.3人。